# Горизонт Коші
Горизонт Коші — поверхня, що обмежує область причинної передбачуваності за початковими умовами, заданими на простороподібній тривимірній поверхні — частинній поверхні Коші. Горизонт Коші є тривимірною поверхнею з нульовим геодезичним інтервалом, тобто поверхнею, утвореною траєкторіями світлових променів (ці траєкторії називаються генераторами горизонту). Горизонт Коші обмежує «область передбачуваності», так як на області, що лежать за горизонтом Коші можуть впливати події з областей, що лежать поза частинною поверхнею Коші. Термін був введений Роджером Пенроузом і Стівеном Гокінгом в 1966 р. при аналізі задачі Коші рівнянь гравітаційного поля в загальній теорії відносності.
У плоскому просторі Мінковського (в спеціальній теорії відносності) горизонт Коші існує тільки для обмежених, тобто частинних поверхонь Коші. Для глобальних поверхонь Коші, наприклад, поверхонь в інерціальній системі відліку горизонт Коші не існує і «область передбачуваності» збігається з усім просторово-часовим континуумом. У випадку загальної теорії відносності в деяких випадках горизонт Коші може зберігатися і при розширенні частинних поверхонь Коші, тобто в таких розв'язках неможливо побудувати глобальну поверхню Коші. Горизонт Коші називається компактно породженим (compactly generated), якщо всі його генератори, будучи простежені в минуле, потрапляють в деяку компактну множину і там залишаються. Прикладами розв'язків з горизонтами Коші є заряджені або обертові чорні діри, горизонт Коші в цих випадках прихований під горизонтом подій.